# Sparkle (película de 2012)
Sparkle es una película musical estadounidense dirigido por Salim Akil y producida por Stage 6 Films, estrenada el 17 de agosto de 2012 por TriStar Pictures. Inspirada en The Supremes, Sparkle es un remake de la película del mismo nombre estrenada en 1976, la cual se centra en tres hermanas adolescentes de Harlem quienes forman una banda de chicas a finales de 1950. El remake tiene lugar en Detroit, Míchigan en 1968 durante la era Motown.
La película es protagonizada por Jordin Sparks, Derek Luke, Whitney Houston, Mike Epps, Cee Lo Green, Carmen Ejogo, Tika Sumpter, Tamela Mann, Cory Pritchett y Omari Hardwick. Sparkle incluye canciones de la película original escritas por el músico de soul Curtis Mayfield así como también nuevas composiciones del artista R&B R. Kelly. Esta película es el debut como actriz de Jordin Sparks, cantante y ganadora de American Idol. Sparkle también marca la última participación póstuma de Whitney Houston en las películas antes de su fallecimiento el 11 de febrero de 2012, tres meses después de que finalizase el rodaje, por lo que la película está dedicada en su memoria.

## Elenco
- Whitney Houston como Emma Anderson.
- Jordin Sparks como Sparkle Anderson.
- Derek Luke como Stix.
- Mike Epps como Satin Struthers.
- Carmen Ejogo como Tammy "Sister" Anderson.
- Tika Sumpter como Delores "Dee" Anderson.
- Omari Hardwick como Levioas "Levi" Robinson.
- Terrence J como Red.
- Cee Lo Green como Black.
- Tamela Mann como Mrs. Sarah Waters
- Brely Evans como Tune Ann Waters.
- Michael Beach como Reverend Bryce.
- Kem L. Owens como Buddy.